# The Ballad of John and Yoko/Old Brown Shoe
The Ballad of John and Yoko/Old Brown Shoe è un singolo discografico dei Beatles pubblicato nel 1969.

## Tracce
1. The Ballad of John and Yoko – 2:58 (John Lennon e Paul McCartney)
2. Old Brown Shoe – 3:17 (George Harrison)

## Brani

### The Ballad of John and Yoko
Registrato in un'unica seduta-fiume di registrazione il 14 aprile 1969 da Lennon con la collaborazione di Paul McCartney che suonò pianoforte, maracas e batteria oltre a fornire la seconda voce, fu pubblicato come singolo il 30 maggio 1969 e non apparve su alcun album ufficiale del gruppo. Fu in seguito incluso nella raccolta Hey Jude.
Il testo del brano è una sorta di cronaca degli eventi che accompagnarono il matrimonio di Lennon con Yōko Ono, incluso il loro primo famoso Bed-In e le altre iniziative prese dalla coppia a sostegno degli ideali del pacifismo. Tecnicamente, nonostante il titolo, il brano non si può definire una "ballata".

#### Musica e arrangiamento
Il brano fu inciso dai soli Lennon e McCartney, senza il resto del gruppo. Lennon sostenne di aver avuto un'ispirazione e di voler incidere immediatamente il pezzo, in un periodo in cui Harrison era in vacanza e Ringo Starr si trovava sul set di The Magic Christian, cointerpretato con Peter Sellers.
Nel brano, Lennon canta e suona la chitarra elettrica e acustica; McCartney si occupa di seconda voce, basso, batteria, pianoforte e maracas. Il riff finale è un riferimento al brano di Dorsey e Johnny Burnette, Lonesome Tears in My Eyes, una delle cover con cui i Beatles si erano cimentati nei loro anni d'esordio.
Il brano fu censurato in diversi stati degli USA per via dell'uso ripetuto dell'espressione "Christ!" come sorta di imprecazione e del ritornello "The way things are going, they're gonna crucify me" ("Se va avanti così, mi crocifiggeranno"), ritenuti irrispettosi verso la religione cristiana. Qualche anno prima, nel 1966, Lennon si era già attirato numerose critiche sostenendo che i Beatles erano "più famosi di Gesù Cristo" (affermazione per la quale in seguito si scusò).

## Formazione

### The Ballad of John and Yoko
- John Lennon - voce, chitarra solista, chitarra acustica
- Paul McCartney - cori, basso elettrico, pianoforte, batteria, maracas

### Old Brown Shoe
- George Harrison — voce, chitarre elettriche, organo Hammond
- Paul McCartney — cori, basso elettrico, pianoforte
- Ringo Starr — batteria
- John Lennon — cori[2][3][4]